# Laura Pavel
Laura Pavel (Déva, 1968. október 19.) román irodalomkritikus és teatrológus, egyetemi előadótanár.

## Életpályája
Dora Pavel (született Voicu) írónő és Eugen Pavel nyelvész leánya. Călin Teutișan irodalomkritikus és irodalomtörténész felesége. Líceumi tanulmányait Kolozsváron végezte 1987-ben. 1992-ben államvizsgázik érdemdiplomával a kolozsvári Babeș–Bolyai Tudományegyetem bölcsészkarán román-angol szakképesítéssel. 1998 és 2003 között a Bölcsészkar Színházi Tanszékének az adjunktusa. Jelenleg a kolozsvári egyetem Színházi és Televíziózási Karának az előadótanára a drámaelmélet és az egyetemes színháztörténet szakterületén. A Teatrológia és Média Tanszék vezetője. Az Echinox-csoport tagja. A brüsszeli Université Libre, a bloomingtoni Indiana Egyetem és az Amszterdami Egyetem ösztöndíjasa 1993-ban, 1997-ben és 2000-ben. Hazai és nemzetközi tudományos folyóiratokban közöl rendszeresen. Eugène Ionesco-szakkutató.

## Művei

### Kötetei
- Antimemoriile lui Grobei. Eseu monografic despre opera lui Nicolae Breban, Bukarest, Ed. Didactică și Pedagogică, 1997, 166 p.; ediția a II-a revăzută și adăugită, Bukarest, Ed. Fundației Culturale Ideea Europeană, 2004, 202 p.
- Ionesco. Anti-lumea unui sceptic, Pitești, Ed. Paralela 45, 2002, 316 p.
- Ficțiune și teatralitate, Kolozsvár, Ed. Limes, 2003, 176 p.
- Dumitru Țepeneag și canonul literaturii alternative, Kolozsvár, Casa Cărții de Știință, 2007, 180 p.
- Dumitru Tsepeneag and the Canon of Alternative Literature, translated by Alistair Ian Blyth, Champaign & Dublin & London, Dalkey Archive Press, 2011, 214 p. Archiválva 2012. március 10-i dátummal a Wayback Machine-ben
- Teatru și identitate. Interpretări pe scena interioară / Theatre and Identity. Interpretations on the Inner Stage, Cluj, Casa Cărții de Știință, 2012, 230 p.
- Ionesco. L’antimondo di uno scettico, traduzione di Maria Luisa Lombardo, Roma, Aracne editrice, 2016, 316 p.
- Personaje ale teoriei, ființe ale ficțiunii, Iași, Institutul European, 2021, 338 p.

### Előszavai és szöveggondozásai
- Nicolae Breban, Bunavestire, ediția a IV-a, prefață, tabel cronologic și referințe critice, Pitești, Ed. Paralela 45, 2002
- Sorin Crișan, Jocul nebunilor, prefață, Kolozsvár, Dacia, 2003
- Dumitru Țepeneag, La belle Roumaine, ediția a II-a, revăzută, prefață, Bukarest, Ed. Art, 2007
- Nicolae Breban, Bunavestire, ediția a V-a definitivă, cronologie și referințe critice, vol. I-II, Bukarest, Jurnalul Național & Ed. Curtea Veche, „Biblioteca pentru toți”, 2011

### Fordításai
- Melanie Klein, Iubire, vinovăție, reparație, Binghamton & Kolozsvár, Ed. S. Freud, 1994
- Evelyn Underhill, Mistica, Kolozsvár, „Biblioteca Apostrof”, 1995

### Közös kiadványokban való részvételei
- Dicționar analitic de opere literare românești, coordonator Ion Pop, vol. I-IV (1998-2003); ediție definitivă, Kolozsvár, Casa Cărții de Știință, 2007 (társszerző)
- Ionesco după Ionesco / Ionesco après Ionesco, Kolozsvár, Casa Cărții de Știință, 2000 (társszerző)
- Dumitru Tsepeneag. Les Métamorphoses d’un créateur : écrivain, théoricien, traducteur (Les actes du colloque organisé les 14-15 avril 2006), Temesvár, Editura Universității de Vest, 2006 (társszerző)
- T(z)ara noastră. Stereotipii și prejudecăți, Bukarest, Institutul Cultural Român, 2006 (társszerző)
- Poetica dell’immaginario. Imago 2, coordonator Gisèle Vanhese, Arcavacata di Rende (Cosenza), Centro Editoriale e Librario dell’Università della Calabria, 2010 (társszerző)
- Multiculturalismo e multilinguismo / Multiculturalisme et multilinguisme, a cura di Gisèle Vanhese, Quaderni del Dipartimento di Linguistica. Università della Calabria, 25, 2010 (társszerző)
- Dicţionarul cronologic al romanului românesc. 1990–2000, Bukarest, Editura Academiei Române, 2011 (társszerző)

## Tagságai
- Romániai Írók Szövetsége
- Conseil International d’Études Francophones (CIEF)
- Romániai Általános és Összehasonlító Irodalom Társaság (ALGCR)
- Studia Universitatis Babeș-Bolyai, Dramatica-sorozat szerkesztőtanácsa

## Díjai
- A Nemzeti Könyvszalon debüt-díja (1997)
- A kolozsvári Francia Központ Henri Jacquier-díja (2002)
- A kolozsvári Babeș-Bolyai Tudományegyetem díja (2002)
- A Romániai Írók Szövetségének kritikusi és irodalomtörténeti díja (2007)

## Külső hivatkozások
- Filiala Cluj a Uniunii Scriitorilor din România
- Editura Paralela 45
- „Journal for the Study of Religions and Ideologies”